# Amilcar CGSS
l'Amilcar CGSS est une automobile fabriquée par le constructeur français Amilcar entre 1926 et 1929.